# Lomsjön (Tiveds socken, Västergötland)
Lomsjön är en sjö i Laxå kommun i Västergötland och ingår i Motala ströms huvudavrinningsområde.